# Ester Boserup
Ester Boserup, nascuda Ester Børgesen (Copenhaguen, 18 de maig de 1910-24 de setembre de 1999) va ser una economista danesa.
Ester Børgesen va tenir una infància econòmicament difícil. Neta d'un empresari tèxtil i filla d'un enginyer que ocupava un càrrec directiu en una gran empresa elèctrica, el seu pare va morir quan ella tenia dos anys i poc després una crisi va afectar l'empresa del seu avi. Posteriorment, l'empresa elèctrica va retirar a la seva mare la seva pensió de viduïtat. La mare de Børgesen va haver de dedicar-se a la perruqueria i el brodat per mantenir a la família. Animada per la seva mare, Ester es va dedicar amb intensitat als estudis, entrant a la Universitat de Copenhagen als dinou anys. La seva experiència vital la va portar a defensar al llarg de la seva vida l'accés de les dones a l'educació.
Quan estudiava a la universitat va contreure matrimoni amb Mogens Boserup, membre d'una família benestant que els va mantenir durant el que duraren els seus estudis universitaris.
La seva formació universitària va començar a la tardor de 1929, coincidint amb l'inici de la crisi. En observar la falta d'adequació de les teories dominants, va buscar altres alternatives. Així els seus dos treballs obligatoris per graduar-se van tractar d'enfocaments totalment diferents: un sobre l'Escola Institucionalista Americana i un altre sobre la teoria marxista de les crisis.
El 1935 es va graduar en economia teòrica, que va acompanyar amb estudis de sociologia i política agrícola.
Boserup va treballar entre 1935 i 1947 per al govern danès, en un període que va incloure l'ocupació alemanya i la reconstrucció després de la guerra. Com a cap de l'oficina de planejament, va poder observar de primera mà els efectes de les subvencions sobre l'agricultura a Dinamarca. Quan el 1947 es va traslladar a Ginebra per treballar per a la Comissió Econòmica d'Europa, de les Nacions Unides, el seu treball també es va centrar al comerç internacional, que era principalment de productes agrícoles, com en el cas danès. Anys més tard escriuria extensament sobre els efectes negatius de l'ajuda alimentària sobre la producció agrícola a Àfrica. També va començar a interessar-se per la relació entre població, agricultura, comerç i indústria; per exemple s'interessava en la possible explicació del baix creixement de la indústria francesa mitjançant el seu escàs increment demogràfic.
El 1957 va començar a treballar juntament amb el seu marit per a Gunnar Myrdal -investigador de la Comissió Econòmica d'Europa- en un projecte de desenvolupament econòmic en l'Índia. En aquell moment els models predominants eren els occidentals i de fet existia poca controvèrsia sobre els mateixos. No obstant això Ester Boserup, sobre la base dels viatges que anava realitzant pel país, va decidir que els models importats d'occident no s'ajustaven a les circumstàncies índies, com ara el règim de propietat de la terra o la flexibilitat de la mà d'obra agrícola. Tot això va fer que es qüestionés moltes de les assumpcions occidentals sobre la producció agrícola, especialment sobre l'excedent de mà d'obra, la densitat de població i les migracions. El matrimoni Boserup van desenvolupar un creixent escepticisme respecte del projecte de Myrdal, motiu pel qual no renovaren la seva participació en el mateix.
En retornar de l'Índia, Ester no va tornar a exercir un lloc permanent, sinó que es va dedicar a tasques de consultoria i recerca. Va investigar en biblioteques de Dinamarca i la FAO per substanciar les seves observacions sobre el terreny en l'Índia. D'aquesta forma va explicar les interrelacions entre l'economia, l'agricultura, la població, les migracions, la tecnologia, l'ús de la terra i els rols de gènere.